# Les Randonneurs
Les Randonneurs je francouzský hraný film z roku 1997, který režíroval Philippe Harel. Snímek měl premiéru ve Francii dne 12. března 1997.

## Děj
Pět třicátníků se vydalo na túru po trase GR 20 v korsických horách. Mathieu Lacaze, bezstarostný a povrchní, který doufal, že najde Bernadette; ta však nepřišla. Louis, úzkostlivý, introvertní a ufňukaný, pravý opak svého mladšího bratra Mathieua, utíká před Jennifer, svou tyranskou a hysterickou anglickou partnerkou, kterou opustil v Paříži a s níž se nedokáže rozejít. Éric, průvodce, bezpáteřní a spekulativní, ženatý, který si během túr, které organizuje, dovoluje dobrodružství, zejména s Nadine, které nalhává, že opustí svou ženu. Zneužívá lásku, kterou k němu Nadine cítí, nicméně má výčitky svědomí vůči své ženě a dětem. Nadine je zamilovaná do Érica, je podezřívavá a žárlivá. Cora se nechala na výpravu přemluvit Nadine. Doufá, že konečně najde spřízněnou duši. Chopí se každé příležitosti, aby unikla své samotě.
Krajina je nádherná, ale cesta obtížná. Túra je zkrácena, Éric opouští Nadine a vrací se k ženě a dětem. Nadine předstírá, že souhlasí, ale jakmile má příležitost, zavolá Éricově ženě a prozradí jí, že je milenkou jejího manžela.
Pro Coru konec dobrodružství ukazuje, že štěstí čeká na každého. Na zpáteční lodi potkává Jeana-Jacquese, jednoho ze svých bývalých. O několik měsíců později se přátelé znovu setkají na svatbě Cory a Jeana-Jacquese.

## Obsazení
| Benoît Poelvoorde | Éric               |
| Karin Viardová    | Coralie zvaná Cora |
| Géraldine Pailhas | Nadine Moulin      |
| Philippe Harel    | Louis Lacaze       |
| Vincent Elbaz     | Mathieu Lacaze     |
| Marine Delterme   | Bernadette         |
| Louise Germaine   | Jennifer           |
| Clara Bellar      | Ève                |